# 25 juillet aux Jeux olympiques d'été de 2024
Navigation
24 juillet 26 juillet
Le jeudi 25 juillet 2024 est le deuxième jour de compétitions des Jeux olympiques d'été de 2024 à Paris en France. L'ouverture officielle des Jeux n'a lieu que le 26 juillet mais depuis les Jeux de Sydney en 2000, certaines compétitions commencent avant la cérémonie d'ouverture en raison de contraintes liées au temps de récupération obligatoire entre les matchs et au calendrier des Jeux Olympiques strictement limité à seize jours par le CIO.

## Programme
| Heure UTC+2 (France)                          |               |
| bleu                                          | Cérémonie     |
| neutre                                        | Épreuve       |
| or                                            | Finale        |
| orange                                        | Petite finale |
| rose                                          | Reporté       |
| gris                                          | Annulé        |
| Compétition masculine                         | Hommes        |
| Compétition féminine                          | Femmes        |
| Compétition mixte (hommes et femmes mélangés) | Mixte         |
| Compétition en couple (1 homme et 1 femme)    | Couple        |
| modifier                                      |               |

Les compétitions commencent à 9 h et finissent à 23 h. Le 25 juillet marque le début des compétitions de tir à l'arc et de handball, le début du tournoi féminin de football (6 matches) et la suite du tournoi masculin de rugby à sept,.
| Horaire | Discipline Spécialité | Discipline Spécialité           | Discipline Spécialité | Phase                      | Résultats                            | Références |
| ------- | --------------------- | ------------------------------- | --------------------- | -------------------------- | ------------------------------------ | ---------- |
| 9 h     |                       | Handball Tournoi féminin        | Compétition femmes    | Tour préliminaire Groupe A | Slovénie 19-27 Danemark              | -          |
| 9 h 30  |                       | Tir à l'arc Individuel féminin  | Compétition femmes    | Tour de classement         | Vainqueur : Lim (WR)                 | -          |
| 11 h    |                       | Handball Tournoi féminin        | Compétition femmes    | Tour préliminaire Groupe B | Pays-Bas 34-31 Angola                | -          |
| 14 h    |                       | Handball Tournoi féminin        | Compétition femmes    | Tour préliminaire Groupe B | Espagne 18-29 Brésil                 | -          |
| 14 h    |                       | Rugby à sept Tournoi masculin   | Compétition hommes    | Tour préliminaire          | Samoa 26-0 Kenya                     | -          |
| 14 h 15 |                       | Tir à l'arc Individuel masculin | Compétition hommes    | Tour de classement         | Vainqueur : Kim                      | -          |
| 14 h 30 |                       | Rugby à sept Tournoi masculin   | Compétition hommes    | Tour préliminaire          | Argentine 14-22 Australie            | -          |
| 15 h    |                       | Rugby à sept Tournoi masculin   | Compétition hommes    | Tour préliminaire          | États-Unis 33-17 Uruguay             | -          |
| 15 h 30 |                       | Rugby à sept Tournoi masculin   | Compétition hommes    | Tour préliminaire          | Fidji 19-12 France                   | -          |
| 16 h    |                       | Handball Tournoi féminin        | Compétition femmes    | Tour préliminaire Groupe A | Allemagne 22-23 Corée du Sud         | -          |
| 16 h    |                       | Rugby à sept Tournoi masculin   | Compétition hommes    | Tour préliminaire          | Afrique du Sud 49-5 Japon            | -          |
| 16 h 30 |                       | Rugby à sept Tournoi masculin   | Compétition hommes    | Tour préliminaire          | Nouvelle-Zélande 14-12 Irlande       | -          |
| 17 h    |                       | Football Tournoi féminin        | Compétition femmes    | Tour préliminaire Groupe C | Espagne 2-1 Japon                    | -          |
| 17 h    |                       | Football Tournoi féminin        | Compétition femmes    | Tour préliminaire Groupe A | Canada 2-1 Nouvelle-Zélande          | -          |
| 19 h    |                       | Football Tournoi féminin        | Compétition femmes    | Tour préliminaire Groupe C | Nigeria 0-1 Brésil                   | -          |
| 19 h    |                       | Football Tournoi féminin        | Compétition femmes    | Tour préliminaire Groupe B | Allemagne 3-0 Australie              | -          |
| 19 h    |                       | Handball Tournoi féminin        | Compétition femmes    | Tour préliminaire Groupe B | Hongrie 28-31 France                 | -          |
| 20 h    |                       | Rugby à sept Tournoi masculin   | Compétition hommes    | Classement 9-12            | Samoa 42-7 Japon                     | -          |
| 20 h 30 |                       | Rugby à sept Tournoi masculin   | Compétition hommes    | Classement 9-12            | Uruguay 14-19ap Kenya                | -          |
| 21 h    |                       | Football Tournoi féminin        | Compétition femmes    | Tour préliminaire Groupe A | France 3-2 Colombie                  | -          |
| 21 h    |                       | Football Tournoi féminin        | Compétition femmes    | Tour préliminaire Groupe B | États-Unis 3-0 Zambie                | -          |
| 21 h    |                       | Handball Tournoi féminin        | Compétition femmes    | Tour préliminaire Groupe A | Norvège 28-32 Suède                  | -          |
| 21 h    |                       | Rugby à sept Tournoi masculin   | Compétition hommes    | 1/4 de finale              | Nouvelle-Zélande 7-14 Afrique du Sud | -          |
| 21 h 30 |                       | Rugby à sept Tournoi masculin   | Compétition hommes    | 1/4 de finale              | Argentine 14-26 France               | -          |
| 22 h    |                       | Rugby à sept Tournoi masculin   | Compétition hommes    | 1/4 de finale              | Fidji 19-15 Irlande                  | -          |
| 22 h 30 |                       | Rugby à sept Tournoi masculin   | Compétition hommes    | 1/4 de finale              | Australie 18-0 États-Unis            | -          |